# 源興牛
源興牛（げんこうぎゅう、台湾語:Goân-heng）は、台湾で飼育される肉牛の系統。日本の黒毛和種に由来し、台湾和牛（たいわんわぎゅう）とも呼ばれる。長年、陽明山国家公園で放牧されてきたが、現在は花蓮県の鳳林鎮にある兆豐農場で飼育されている。この品種は、中華民国の元総統である李登輝が設立した李登輝基金会が購入したもので、台湾の肉牛市場を開拓するための計画の基礎となる。

## 来歴
源興牛の起源は、日本統治時代の1930年代に日本人が台湾で農業や牧畜を行うために日本の黒毛和種が海路で基隆港に運ばれ、現在の新北市の万里区にある第三牧草地で飼育されたことに遡る。第二次世界大戦後、黄という名の牛飼いが国民党政府からこのうち14頭を譲り受け、擎天崗に移動させて放牧し、2016年まで合計19頭を飼っていた。
2016年8月に中華民国元総統の李登輝が自国の品種の肉牛を台湾に設立することを決めたため、李登輝基金会の秘書長である王燕軍が計画を担当した。 同年9月、王は史料でこの種の牛の存在を知ったが、品種が分からなかったため、直接擎天崗を訪れて飼育者と交渉し、ようやく購入に成功した。2017年、李登輝らは、牛の飼育を主導するために「源興居生技公司」を設立し、李登輝の先祖代々の家「源興居」にちなんで、「源興牛」と命名した。
2018年、血液検査と遺伝子検査の結果、日本の見島牛 (山口県) に近い品種であることが認定された。 同年、源興牛の系統は乳牛と交配して子孫を残すようになり、その予備的な食肉試験が行われた。2020年7月末に李登輝が亡くなった後、源興牛の飼育は劉泰英に引き継がれた。
2021年7月の時点で、源興牛の最初の子孫の数は100頭に達し、年末までに40から50の二世代目の子孫を産むと予想され、合計で約200頭となる。8月23日、源興牛生技公司と国立東華大学は、牛の品種を共同開発するための産学連携に関する覚書に署名した。
2024年6月17日、中華民国農業部は源興牛の新品種登録を発表し、これは台湾で初めて民間で発見され、政府の認可を受けた牛の新品種となりました。

## 特性
源興牛は低緯度の台湾に適応し、日本の和牛のほとんどの品種よりも高温多湿の環境に適応しやすい。
食品用途に関しては、源興牛生技公司は2021年前半に盲検試験を実施し、その肉質はアメリカの牛よりも優れていることを発見しました。牛肉に加えて、牛乳の品質も一定の基準を満たしており、乳肉兼用品種となっている。